# Anomalon excisum
Anomalon excisum är en stekelart som beskrevs av Charles Thomas Brues 1910. Anomalon excisum ingår i släktet Anomalon och familjen brokparasitsteklar. Inga underarter finns listade i Catalogue of Life.